# Elecciones al Congreso de los Diputados de abril de 2019 (Gerona)
Las elecciones al Congreso de los Diputados de 2019 se celebraron en la provincia de Gerona el domingo 28 de abril, como parte de las elecciones generales convocadas por Real Decreto dispuesto el 4 de marzo de 2019 y publicado en el Boletín Oficial del Estado el día siguiente. Se eligieron los 6 diputados del Congreso correspondientes a la circunscripción electoral de Gerona, mediante un sistema proporcional (método d'Hondt) con listas cerradas y un umbral electoral del 3%.

## Resultados
Los comicios depararon 3 escaños al Esquerra Republicana de Catalunya-Sobiranistes, 2 a Junts per Catalunya-Junts, y 1 al Partido de los Socialistas de Cataluña
| Candidatura                                                         | Candidatura                                                         | Votos   | %                                        | Escaños                                  |
| ------------------------------------------------------------------- | ------------------------------------------------------------------- | ------- | ---------------------------------------- | ---------------------------------------- |
|                                                                     | Esquerra Republicana de Catalunya-Sobiranistes (ERC-Sobiranistes)   | 113 546 | 29,83                                    | 3                                        |
|                                                                     | Junts per Catalunya-Junts (JxCAT-Junts)                             | 85 433  | 22,44                                    | 2                                        |
|                                                                     | Partido de los Socialistas de Cataluña (PSC-PSOE)                   | 65 162  | 17,12                                    | 1                                        |
|                                                                     |                                                                     |         |                                          |                                          |
| En Comú Podem-Guanyem el Canvi (En Comú Podem-GeC)                  | En Comú Podem-Guanyem el Canvi (En Comú Podem-GeC)                  | 36 910  | 9,70                                     | 0                                        |
| Ciudadanos-Partido de la Ciudadanía (Cs)                            | Ciudadanos-Partido de la Ciudadanía (Cs)                            | 33 826  | 8,89                                     | 0                                        |
| Poble Lliure-Som Alternativa-Pirates de Catalunya (Front Republicà) | Poble Lliure-Som Alternativa-Pirates de Catalunya (Front Republicà) | 14 271  | 3,75                                     | 0                                        |
| Partido Popular (PP)                                                | Partido Popular (PP)                                                | 12 319  | 3,24                                     | 0                                        |
| Vox (Vox)                                                           | Vox (Vox)                                                           | 10 668  | 2,80                                     | 0                                        |
| Partido Animalista Contra el Maltrato Animal (PACMA)                | Partido Animalista Contra el Maltrato Animal (PACMA)                | 5085    | 1,34                                     | 0                                        |
| Convergents (CNV)                                                   | Convergents (CNV)                                                   | 555     | 0,15                                     | 0                                        |
| Recortes Cero-Grupo Verde (Recortes Cero-GV)                        | Recortes Cero-Grupo Verde (Recortes Cero-GV)                        | 423     | 0,11                                     | 0                                        |
| Partido Comunista del Pueblo de Cataluña (PCPC)                     | Partido Comunista del Pueblo de Cataluña (PCPC)                     | 380     | 0,10                                     | 0                                        |
| Izquierda en Positivo (IZQP)                                        | Izquierda en Positivo (IZQP)                                        | 238     | 0,06                                     | 0                                        |
| Votos válidos                                                       | Votos válidos                                                       | 378 816 | 100,00                                   | 6                                        |
| Votos nulos                                                         | Votos nulos                                                         | 2203    | Participación: · \| \| 76,09 % \| 15,79% | Participación: · \| \| 76,09 % \| 15,79% |
| Votantes                                                            | Votantes                                                            | 382 872 | Participación: · \| \| 76,09 % \| 15,79% | Participación: · \| \| 76,09 % \| 15,79% |
| Electores                                                           | Electores                                                           | 503 168 | Participación: · \| \| 76,09 % \| 15,79% | Participación: · \| \| 76,09 % \| 15,79% |
|                                                                     | 76,09 %                                                             |         |                                          |                                          |

## Diputados electos
Relación de diputados electos:
| N.º | Nombre                          | Lista | Lista            |
| --- | ------------------------------- | ----- | ---------------- |
| 1   | Montserrat Bassa Coll           |       | ERC-Sobiranistes |
| 2   | Jaume Alonso-Cuevillas i Sayrol |       | Junts            |
| 3   | Marc Lamuà Estañol              |       | PSC-PSOE         |
| 4   | Joan Margall Sastre             |       | ERC-Sobiranistes |
| 5   | Sergi Miquel i Valentí          |       | Junts            |
| 6   | Laia Cañigueral Olivé           |       | ERC-Sobiranistes |